# Isla Dolleman
La isla Dolleman es una isla antártica que se encuentra a 8 millas al este de cabo Boggs, sobre la Barrera de hielo Larsen en la costa este de la Tierra de Palmer en la Antártida.
Es una isla con forma redonda y cubierta de hielo, de unas 13 millas de largo. 
Fue descubierta en 1940 por miembros de la Base Este del Servicio Antártico de los Estados Unidos (USAS), y fue nombrada así en homenaje al sargento Hendrik Dolleman de Mánchester (Nuevo Hampshire), quien había nacido el 8 de septiembre de 1965 en Deventer, Holanda. Estaba retirado del servicio de la Fuerza Aérea de los Estados Unidos, luego de haber servido bajo las órdenes del almirante Richard E. Byrd en el continente antártico, en las expediciones de 1939 y 1955.
Dolleman también fue un adiestrador de perros para trineos y de rescate. En 1942, cuando se encontraba en Massachusetts, fue condecorado con la Medalla al Soldado por su participación en dos misiones de rescate polares.
El British Antarctic Survey (BAS) ha utilizado la isla Dolleman como un sitio de perforación de hielo en 1976, 1986 y 1993. Los principales descubrimientos derivados de estas perforaciones están relacionados con la migración de MSA dentro del hielo y la identificación de las corrientes atmosféricas del pasado.

## Reclamaciones territoriales
Argentina incluye a la isla en el departamento Antártida Argentina dentro de la provincia de Tierra del Fuego, Antártida e Islas del Atlántico Sur; para Chile forma parte de la comuna Antártica de la provincia Antártica Chilena dentro de la Región de Magallanes y de la Antártica Chilena; y para el Reino Unido integra el Territorio Antártico Británico. Las tres reclamaciones están sujetas a las disposiciones del Tratado Antártico.
Nomenclatura de los países reclamantes: 
- Argentina: isla Dolleman
- Chile: isla Dolleman
- Reino Unido: Dolleman Island